# 조간유허비 및 관련 유적
조간유허비 및 관련 유적은 전북특별자치도 김제시 옥산동에 있다. 2013년 10월 24일 김제시의 향토문화유산(유형) 제2호로 지정되었다.

## 개요
조간유허비는 김제시 옥산동의 옥거리에 세워져 있다. 정면 1칸 측면 1칸의 비각이 있으며 정판은 비각 안에 걸려 있다. 조선 성종조(1489년)에 김제에서 유교를 공부하는 학자들이 임금께 아뢰어 이 비를 세우게 되었고 성종 19년에는 유교를 공부하는 학자들이 용암서원을 세우고 이에 조간을 받들어 모시었다. 조간 유허비는 효자 조항진의 정려와 나란히 서 있다.